# 行階段形
数学の線型代数学の分野において、ある行列がガウスの消去法の結果として得られる形状となっているとき、その行列は階段形（かいだんけい、英: echelon form）であると言われる。行階段形（row echelon form）とは、行列の行に対してガウスの消去法が作用された場合に得られる階段形であり、同様に列階段形（column echelon form）も定義される。ある行列が列階段形であるための十分条件は、その転置行列が行階段形であることである。したがって、以下では行階段形のみを考慮すれば十分であることが分かる。列階段形に対する同様の性質は、扱う全ての行階段形の行列を転置することで簡単に得られる。
具体的に、行列が行階段形であるとは、次が成立するときを言う：
- ゼロでない成分を持つ行（少なくとも一つの成分がゼロでない行）が、ゼロしか成分に持たない行よりも上に位置している（ゼロ成分だけからなる行が存在するならば、それらは行列の最下部に配置される）。
- 主成分（行の最も左にあるゼロでない成分。ピボット（英語版）とも呼ばれる）が、その行の上にある行の主成分よりも、真に右側に位置する。（主成分は必ず 1 でなければならないとされている教科書もある[1]）

上記の二つの条件から、ある列の主成分より下の成分がすべてゼロであることがわかる。
3×5 行列の行階段形の一例を、以下に示す：
{\displaystyle \left[{\begin{array}{ccccc}1&a_{0}&a_{1}&a_{2}&a_{3}\\0&0&2&a_{4}&a_{5}\\0&0&0&1&a_{6}\end{array}}\right]}

## 行簡約階段形
行列が行簡約階段形（Reduced row echelon form : 行標準形とも呼ばれる）であるとは、以下に述べる条件を満たすことを言う。ある行列の行簡約階段形は、ガウスの消去法によって算出することが出来る。しかし、行階段形とは異なり、行簡約階段形は一意で、その算出方法に依存しない。
- ゼロでない成分を持つ行は全て、ゼロしか成分に持たない行の上に位置する。
- 主成分は常に、その上の行の主成分よりも真に右側に位置する。
- 全ての主成分は 1 であり、その主成分を含む列の中で唯一つのゼロでない成分である[3]。

行簡約階段形である行列は、行階段形についての全ての条件を満たし、さらに制限されている。
行簡約階段形である行列の例を、次に挙げる：
{\displaystyle \left[{\begin{array}{ccccc}1&0&0&0&b_{1}\\0&1&0&0&b_{2}\\0&0&0&1&b_{3}\end{array}}\right]}
ここで、行列の左側は常に単位行列であるという訳ではないことに注意されたい。例えば、次に挙げる行列も行簡約階段形である：
{\displaystyle \left[{\begin{array}{cccccc}1&0&0&1/2&0&b_{1}\\0&0&1&-1/3&0&b_{2}\\0&0&0&0&1&b_{3}\end{array}}\right]}
また行簡約階段形の定義は列ベクトルを用いると次のような条件で言い換えることもできる。
- ゼロでない最も左の列は（存在すれば）基本ベクトル {\displaystyle {\boldsymbol {e}}_{1}} である。
- 以降の列はそれまでの列に現れた基本ベクトルが {\displaystyle {\boldsymbol {e}}_{1},\dots ,{\boldsymbol {e}}_{k}} であるとき、それらの線形結合あるいは {\displaystyle {\boldsymbol {e}}_{k+1}} である。

整数係数の行列に対するエルミート標準形は、ユークリッド除法を用いてどのような有理数や分母も導入することなく算出される行階段形である。一方、整数係数の行列の行簡約階段形は、一般に非整数の成分を含む。

## 行階段形への変換
ガウスの消去法と呼ばれる行基本変形を有限回行うことによって、どのような行列も行階段形へと変換することが出来る。行基本変形はその行列の行空間を保存するため、行階段形の行空間は、もとの行列の行空間と等しいものとなる。
結果として得られる階段形は一意では無い。例えば、行階段形である行列の任意のスカラー倍もまた行階段形である。しかし、全ての行列に対してその行「簡約」階段形は一意である。このことは、行簡約階段形の非ゼロの行は、もとの行列の行空間に対する唯一つの行簡約階段生成集合であることを意味する。

## 連立一次方程式
連立一次方程式が行階段形であるとは、その拡大係数行列が行階段形であることを言う。同様に、連立一次方程式が行簡約階段形あるいは標準形であるとは、その拡大係数行列が行簡約階段形であることを言う。
標準形は、線型方程式系の解を具体的に与えていると考えることが出来る。実際、方程式系が解を持たない（inconsistent）為の必要十分条件は、その標準形の一つの行の表す方程式が 1 = 0 と書き表されることである。そのような行が無い場合は、主成分に対応しない項を全て方程式の右辺に移項すれば、右辺に移された変数は任意となり、主成分に対応する変数は、定数または右辺に移された変数の線形な関数（もしその様に右辺に移される変数があればだが）として表される。